# Messerlinienkorrosion
Die Messerlinienkorrosion (engl.: knife-line-attack) tritt ausschließlich beim Schweißen hochlegierter, stabilisierter Stähle auf. Diese sind normalerweise korrosionsbeständig, da sie ab einem Gehalt von 12 % Chrom eine schützende Chromoxidschicht bilden.
Vor allem bei den mittels Titan stabilisierten Werkstoffen kann es aufgrund hoher thermischer Belastungen, zum Beispiel durch Schweißen, in einem sehr engen Bereich neben der Schmelzlinie zur thermischen Auflösung der Titankarbide kommen. Der zuvor an das Stabilisierungselement Titan gebundene Kohlenstoff liegt nun im Gitter gelöst vor. Das im Werkstoff vorhandene Chrom reagiert jedoch in diesem sehr schmalen Bereich der Wärmeeinflusszone mit dem freien Kohlenstoff zu Chromkarbiden. Dieses scheidet sich bevorzugt an den Korngrenzen aus. Der Stahl ist in diesem Bereich unter Umständen nicht mehr gegenüber interkristalliner Korrosion beständig, da das im Karbid gebundene Chrom nicht mehr zur Oxidbildung zur Verfügung steht. Unterschreitet der Chromgehalt lokal 12 %, bildet sich keine Schutzschicht aus Chromoxid, welche das Material vor weiterer Korrosion schützt. Hier tritt nun die sogenannte Messerlinienkorrosion auf.
Der Name Messerlinienkorrosion leitet sich vom Schadensbild ab. Die Korrosion tritt in einem messerlinienfeinen Bereich am Rand der Schweißnaht auf.
Die Messerlinienkorrosion ist eine Sonderform der interkristallinen Korrosion und vom Schädigungsmechanismus mit dieser verwandt. Sie kann sowohl beim Schweißen austenitischer als auch ferritischer Stähle auftreten, wobei Letztere durch ihre durchlässigere Gitterstruktur anfälliger sind.
Bei korrosionsbeständigen Stählen wirkt die Bindung des Kohlenstoffs durch Niob oder Titan zu Niob- oder Titancarbid (stabilisierte Stähle) oder die Absenkung des Kohlenstoffgehalts (LC = low carbon) der Messerlinienkorrosion entgegen: Diese Maßnahmen verhindern die schädliche Abreicherung des Chromgehalts entlang der Korngrenzen.